# رسوب

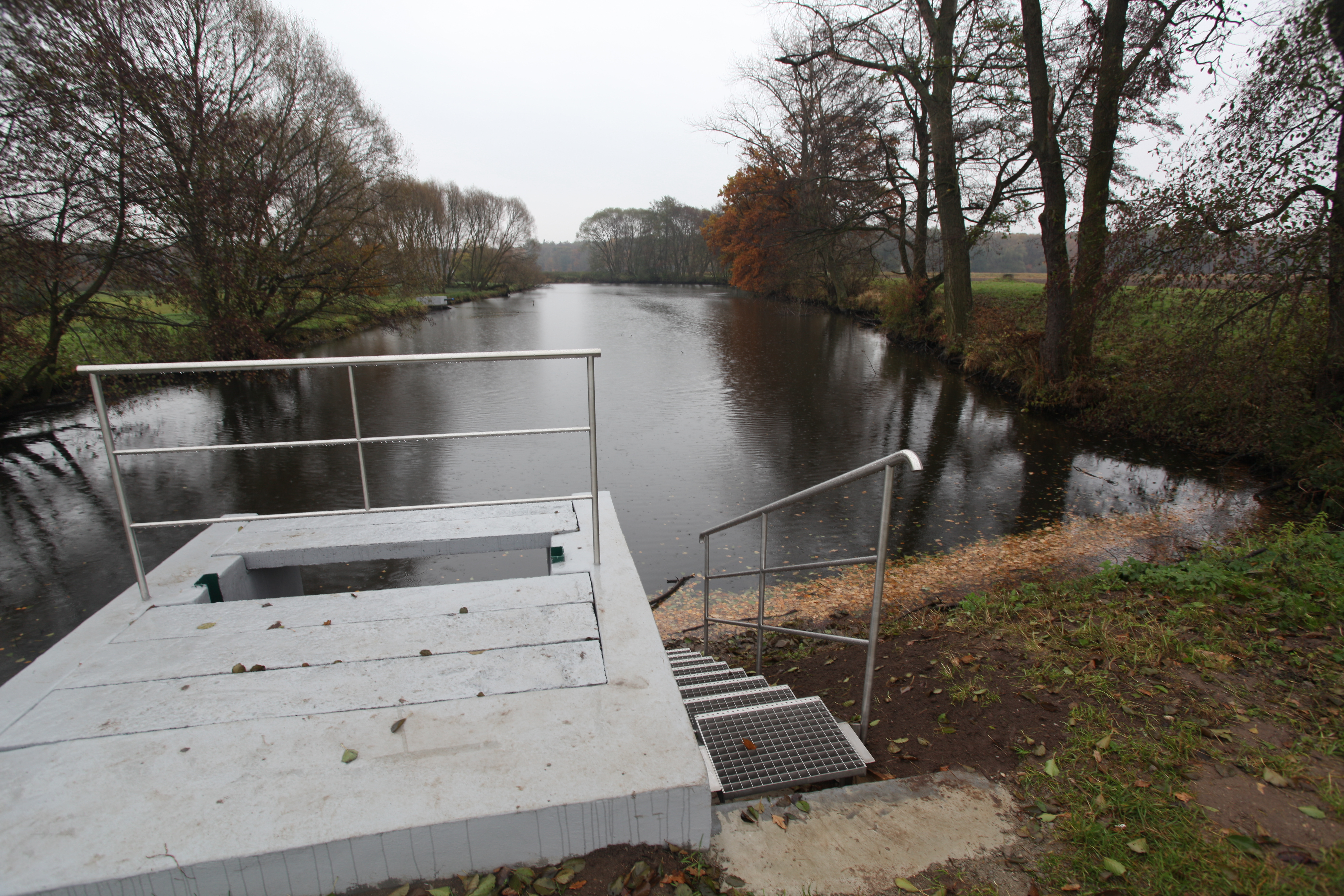

الرسوب أو الترسيب - في العلوم الطبيعية - عملية ترسب فيها الجزيئات إلى أسفل السائل لتشكل راسبًا. وتقوم الجزيئات المعرضة لقوة خارجية، نتيجة الجاذبية أو بسبب حركة نابذة طاردة، بالتحرك بطريقة منتظمة في اتجاه تأثير هذه القوة. الرسوب بالجاذبية يعني أن الجزيئات ستسقط إلى أسفل الوعاء مشكلة ردغة (Slurry) في قعر الوعاء.
وإن عملية تشكيل الرواسب عملية مهمة في العديد من التطبيقات، مثل المناجم، ومعالجة الصرف الصحي، وعلم الأحياء، وميكانيكا الجزيئات.